# Bernd Thinius
| 264131 Bornim  | 19 ottobre 2009  |
| 278513 Schwope | 14 febbraio 2008 |

Bernd Thinius (...) è un astronomo amatoriale tedesco.
Il Minor Planet Center gli accredita le scoperte di due asteroidi, effettuate tra il 2008 e il 2009.